# HAT-P-4
HAT-P-4 (بالإنجليزية: HAT-P-4)‏ الذي يرمز له بالرمز SAO 64638، هو نجم، في كوكبة العواء.

## الاكتشاف
.

## كواكب تابعة
الكواكب التابعة:
HAT-P-4b